# Spedizione di Borjes
La spedizione di Borjes fu un evento bellico del brigantaggio postunitario italiano, svoltosi qualche mese dopo la proclamazione del regno d'Italia, tra il settembre ed il dicembre 1861, che vide il tentativo di riconquista del meridione d'Italia da parte dei Borbone, ad opera del catalano José Borjes, inviato nel meridione d'Italia dietro richiesta di Francesco II delle Due Sicilie e con il consenso della diplomazia spagnola.

## Storia

### Antefatto
Nell'agosto 1861, dopo le scorrerie dei briganti del capobanda Crocco e le insurrezioni a favore dei Borbone, il generale Tommaso Clary (che aveva comandato il presidio borbonico di Catania durante la spedizione dei Mille) e che nel 1861 guidava il comitato borbonico di Marsiglia assieme a Folco Ruffo principe di Scilla, si convinse che si potesse riconquistare il Regno delle Due Sicilie approfittando dello stato generale di confusione dell'ordine pubblico e della difficoltà evidenziata a quel tempo nel mantenimento della legalità nelle province dell'Italia meridionale da parte del nuovo stato unitario. Il progetto fu di organizzare una spedizione militare che avrebbe ripetuto a circa 60 anni di distanza quella sanfedista del cardinale Ruffo, che sbarcato in Calabria nel 1799 con pochi uomini riconquistò il regno di Napoli sconfiggendo e travolgendo militarmente la Repubblica partenopea.
Per fare ciò, furono contattati diversi militari di professione e di fede legittimista a cui affidare incarichi di comando delle bande armate filoborboniche o presunte tali, tra questi venne contattato il generale e guerrigliero catalano José Borjes, distintosi nelle guerre carliste, con lo scopo di sbarcare nell'Italia meridionale con una spedizione militare che, con l'aiuto delle bande di briganti ivi attive, avrebbe dovuto sollevare vittoriosamente il meridione e permettere il ritorno della dinastia borbonica sul trono di Napoli. Per convincere il dubbioso generale, Clary gli promise l'invio di armi moderne e la presenza di almeno un centinaio di uomini che l'avrebbero aspettato in loco. Borges accettò, ma fu costretto a partire da Malta con soli 18 volontari spagnoli e due ex-soldati dell'Esercito delle Due Sicilie.

### La spedizione
Borjes sbarcò quindi nella notte tra il 13 e il 14 settembre 1861 con 20 uomini a Brancaleone, in Calabria, ma non trovò nessuno ad aspettarlo, tranne una ventina di contadini che si unirono a lui. A Crepacore, un piccolo villaggio vicino a Reggio Calabria, si scontrò con un plotone di Guardie nazionali, mettendolo in fuga. Verso la fine del mese si unì al brigante Ferdinando Mittiga ex ufficiale dell'esercito borbonico, la cui banda contava 120 uomini. Diresse un attacco a Platì, ma l'esercito li respinse, e il brigante ruppe la collaborazione con il generale.
Il 20 settembre venne abbandonato da Achille Caracciolo, un ufficiale borbonico aristocratico che era partito con lui da Malta. Caracciolo verrà catturato poco dopo, e durante l'interrogatorio spiegò: "Trovandomi in Roma circa un mese addietro, io ricevetti l'ordine dal generale Clary di recarmi in Malta e mettermi a disposizione del generale Borjes spagnuolo. Giunto in quell'isola io trovai difatti detto generale e altri ufficiali esteri, e con questi imbarcati sopra un legno approdammo nelle Calabrie. Siccoome il capitano Merenda, aiutante di campo del generale Clary in Roma, mi aveva manifestato che il generale Borjes avrebbe capitanato una regolare spedizione, al vedere l'inganno in cui era stato tratto, e che invece di far parte di un corpo d'armata non si cercava in sostanza che di dar capi alla gente che si trovava in Calabria briganteggiando e infestando quelle contrade specialmente in Sila, mi risolvetti bientosto ad abbandonare il Borjes, non essendo del proprio onore di far il brigante ".
Dopo tre scontri con delle truppe dell'esercito e aggressioni subite sulle montagne da parte della popolazione, Borges fu costretto a settimane di privazioni, combattimenti e stenti sull'Aspromonte. Alla fine, l'11 ottobre riuscì a lasciare la Calabria trasferendosi in Basilicata, nel Lagonegrese, e la situazione cominciò a migliorare. Il generale decise di unirsi al capobanda Carmine Crocco, con il quale si incontrò il 22 ottobre. A loro si aggiunse un agente francese, Augustin De Langlais, personaggio misterioso e controverso che suscitò non pochi dubbi in Borjes. Nonostante molti problemi il sodalizio si creò, e i due decisero di marciare verso Potenza, la più grande roccaforte sabauda del luogo. Disponevano di almeno 1 200 uomini, e decisero di portare l'attacco a novembre.
Il 3 novembre, dopo una breve marcia, Borjes, Langlais e gli uomini di Crocco arrivarono a Trivigno, dove ebbe luogo un duro scontro vittorioso con la Guardia nazionale, seguito da una sanguinosa rappresaglia, che non sfociò in massacro solo per l'intervento dei due capi. La pretura, il municipio, l'ufficio del registro e molti altri palazzi furono distrutti. Lo storico Giacomo Racioppi disse sui fatti di Trivigno: «La plebe si aggiunge ai predoni, il paese va in fiamme e rapine; la colta cittadinanza o fugge, o si nasconde, o muore con le armi alla mano».
In seguito, vennero accolti festosamente nei paesi di Calciano, Garaguso, Salandra, Craco e Aliano, dove però non mancarono rappresaglie contro i liberali. Il 9, una colonna di bersaglieri, sotto i comandi di Icilio Pelizza di Parma, partì da Stigliano e attaccò i briganti a Acinello, dove però Crocco, dopo una prima resistenza, mandò un centinaio di uomini sul fianco nemico mettendo in fuga alcuni reparti. Pelizza comandò allora una carica alla baionetta, ma rimase ucciso per mano di Borjes dopo un corpo a corpo, anche se Crocco sostenne che ad ucciderlo fu un suo brigante.
La battaglia del 10 ebbe come conseguenza l'arrivo di altri contadini a rinforzo; ma la rivolta che doveva scoppiare a Potenza il 14 fallì, e sia a Vaglio, che a Pietragalla i briganti vennero sconfitti. Per la difesa del comune di Pietragalla, due mesi dopo giunse dal comando generale di Napoli una bandiera sulla quale era inciso con lettere d'oro: «Dono della guardia nazionale di Napoli alla guardia nazionale di Pietragalla».
Invase anche Accettura e Grassano, il 22 novembre, i briganti giunsero a Bella e conquistarono Ruvo del Monte, Balvano, Ricigliano e Pescopagano. Con l'arrivo dell'ennesimo rinforzo militare piemontese, Crocco non fu più in grado di sostenere altre battaglie e ordinò ai suoi uomini la ritirata verso i boschi di Monticchio. In seguito ai rovesci subiti, Crocco, dopo una riunione a Lagopesole, abbandonò Borges che, deluso nelle proprie aspettative, decise la ritirata, con l'intenzione di recarsi a Roma, con i 22 uomini rimastigli, per informare il re Francesco II dell'accaduto.
Dopo una rischiosa marcia di una settimana, ricercato ed inseguito dalle truppe regie, il generale decise una sosta, l'8 dicembre, per fermarsi a Castelvecchio di Sante Marie, nella Marsica, in una piccola cascina del podere Mastroddi. Forse la delazione di un contadino della zona rivelò la sua posizione al maggiore Enrico Franchini, che lo circondò con trenta uomini e incendiò la cascina per costringerlo a uscire. Il giorno stesso fu fucilato con i compagni a Tagliacozzo. La cattura di Borges fruttò al maggiore Franchini la medaglia d'oro al valor militare con la seguente motivazione: Per le ottime disposizioni date e per l'insigne valore dimostrato durante tutta l'operazione che fruttò l'arresto del capobanda spagnolo Borjes e di 22 suoi compagni..